# Here is Phineas
Albums de Phineas Newborn Jr
Phineas' Rainbow (en)
(1956)
Here is Phineas (sous-titré The Piano Artistry of Phineas Newborn, Jr) est le premier album du pianiste Phineas Newborn Jr sorti en 1956 sur le label Atlantic. Cet album est réédité en 1986 aux Etats-Unis et en Allemagne sous le titre The Piano Artistry of Phineas Newborn, Jr, le sous-titre se substituant pour l'occasion au titre, avec une couverture d'album différente.

## À propos de l'album
Même s'il avait enregistré quelques sessions alors inédites pour le label Progressive d'Houston, cet album est le premier de Phineas Newborn Jr, alors âgé de 24 ans. Il joue en trio avec Oscar Pettiford, Kenny Clarke, occasionnellement rejoints par son frère guitariste Calvin Newborn.
L'album est enregistré alors que Newborn joue en club à Basin Street, en face de Clifford Brown et Max Roach (voir Clifford Brown and Max Roach at Basin Street), ce qui peut expliquer l'inclusion du morceau de Brown Dahoud dans le répertoire.
Le jeu de Newborn est virtuose, évoquant Oscar Peterson voire Art Tatum. Il montre une préférence pour les tempos très rapides,.

## Pistes
| No | Titre                          | Musique                                                     | Durée |
| -- | ------------------------------ | ----------------------------------------------------------- | ----- |
| 1. | Barbados                       | Charlie Parker                                              | 4:00  |
| 2. | All the Things You Are         | Jerome Kern, Oscar Hammerstein II                           | 7:22  |
| 3. | The More I See You             | Harry Warren, Mack Gordon                                   | 3:59  |
| 4. | Celia                          | Bud Powell                                                  | 3:05  |
| 5. | Dahoud                         | Clifford Brown                                              | 3:32  |
| 6. | Newport Blues                  | Phineas Newborn Jr                                          | 4:31  |
| 7. | I'm Beginning to See the Light | Duke Ellington, Harry James, Johnny Hodges, Don George (en) | 3:03  |
| 8. | Afternoon in Paris             | John Lewis                                                  | 6:46  |

## Personnel
- Phineas Newborn Jr : piano (piano solo sur Newport Blues)
- Calvin Newborn : guitare (pistes 1, 2, 5 et 8)
- Oscar Pettiford : contrebasse
- Kenny Clarke : batterie